# ولادیمیر سوچنکو (بازیکن فوتبال)
ولادیمیر سوچنکو (اوکراینی: Володимир Миколайович Савченко؛ زادهٔ ۹ سپتامبر ۱۹۷۳) بازیکن فوتبال اهل اوکراین است.
از باشگاه‌هایی که در آن بازی کرده‌است می‌توان به باشگاه فوتبال متالیست خارکوف، باشگاه فوتبال سئول، باشگاه فوتبال روستوف، باشگاه فوتبال لادا-تولیاتی، و باشگاه فوتبال احمد گروزنی اشاره کرد.
وی همچنین در تیم‌های ملی فوتبال زیر ۲۱ سال اوکراین و اوکراین بازی کرده‌است.